# Anopheles xui
Anopheles xui är en tvåvingeart som beskrevs av Dong, Zhou, Dong och Mao 2007. Anopheles xui ingår i släktet Anopheles och familjen stickmyggor. Inga underarter finns listade i Catalogue of Life.